# Sirjan
Sirjan este un oraș din Iran.